# Vlečný vůz q2
Vlečný vůz typu q2 je typem dvounápravového obousměrného vlečného vozu, jenž byl vyráběn ve štýrskohradecké vagónce Grazer Waggon- & Maschinen-Fabriks-Aktiengesellschaft vorm. Joh. Weitzer pro Novou vídeňskou tramvajovou společnost (něm. Neue Wiener Tramwaygesellschaft) v 80. letech 19. století.

## Historické pozadí
V roce 1865 byla zprovozněna ve Vídni koněspřežná tramvajová dráha. V průběhu let 1865–1883 postupně začalo využívat tramvajovou dopravu čím dál více lidí, a proto se vozový park musel tomu přizpůsobit a rozšířit. Těsně před zavedením parní tramvaje rokem 1883 byla objednána série patnácti zcela nových vozů koněspřežné dráhy u štýrskohradecké vagónky Graz, která pro tuto dodávku vyvinula typ q2 ve dvou následujících variantách: tří a čtyřokenní. Tyto vozy značně rozšířily vozový park a krátce po dodávce těchto vozů je převzala parní trakce.

## Konstrukce
Jednalo se o vlečné vozy uzavřené konstrukce, neboli tzv. "zimní vozy", které měly karoserii složenou z rámu zhotoveném z ocelových profilů a na něm usazené dřevěné kostry, která byla zvnějšku oplechovaná. Plošiny vozu byly otevřené, kočí (a později průvodčí) tak byl vystaven nepříznivému počasí (déšť, zima, rozvířený prach), od salónu pro cestující byly odděleny prosklenými dřevěnými zástěnami s dveřmi uprostřed a uzavíraly se mřížovými. Plošiny vozu byly otevřené, od salónu pro cestující byly odděleny prosklenými dřevěnými zástěnami s dveřmi uprostřed a uzavíraly se mřížovými zábradlími. Střecha byla tvořená dřevěnými palubkami pokrytými plátnem. Na střeše se nacházela střešní náporová ventilace, která byla na bocích prosklená a sloužila zároveň jako světlík k prosvětlení interiéru. Vozy byly vybaveny ruční nouzovou brzdou a tehdy obvykle používanými talířovými spřáhly. Pojezd tvořil dvounápravový nýtovaný podvozek.

## Dodávky
Mezi lety 1881–1884 bylo vyrobeno celkem 15 vozů Graz typu q2.
| Současný stát | Město | Článek | Roky dodávek | Počet vozů | Evidenční čísla při dodání | Poznámky | Zdroj |
| ------------- | ----- | ------ | ------------ | ---------- | -------------------------- | -------- | ----- |
| Rakousko      | Vídeň | článek | 1882         | 15         | 1231–1245                  |          | [ 1 ] |

## Provoz

### Vídeň
Vídeňský dopravní podnik si u vagónky Graz objednal sérii 15 vozů. Po jejich dodání byly označeny evidenčními čísly 1231–1245. Vozy q2 ev. č. 1233–1234, 1236 a 1239 byly ve čtyřokenním provedení, ostatní byly ve tříokenní verzi. Vozy byly zprovozněny ještě za koněspřežné tramvaje, od roku 1883 již byly provozovány s parními lokomotivami. Po převzetí elektrickou tramvají byly vozy v letech 1905–1906 upraveny pro provoz s elektrickými vozy, a to tak, že jim byly dosazeny zásuvky pro elektrický proud a stropní osvětlení vozu. Většina vozů byla odstavena již v roce 1914 vyjma vozů 1243–1245, které jezdily o tři roky déle. Vozy vyřazené v roce 1914 odkoupil DP Brno a 2 vozy ev. č. 1243–1244 vyřazené v roce 1917 odkoupil štýrskohradecký dopravní podnik. Poslední zbývající vůz ev. č. 1245 byl přestavěn.

### Brno
Před první světovou válkou se Společnost brněnských elektrických pouličních drah snažila rozšiřovat vozový park elektrické tramvaje. Po vypuknutí války rokem 1914 všechny podniky musely přerušit stávající výrobu a zaměřovat se jen na těžký průmysl, což značně zkomplikovalo rozšiřování brněnské tramvaje. Jako nouzové řešení byly zakoupeny ojeté vozy řady CMg ev. č. 1600–1609 a vlečné vozy typu q2. Ty v Brně získaly nová evidenční čísla 101–112. Po zkouškách v červenci 1915 bylo rozhodnuto, že vozy q2 smí být v provozu v soupravách MV+q2 (bylo povoleno až 5 vozů q2 za motorovým vozem), nebo ve třívozové soupravě výhradně jako poslední MV+VV+q2, a to kvůli brzdám, které tomuto typu scházely, a proto musel být za motorovým vozem vždy vlečný vůz s průběžnými brzdami. pětivozové vlaky byly vypravovány méně často, např. z Králova Pole k Ústřednímu hřbitovu na Dušičky (tehdy 1. listopadu), či z Králova Pole do Pisárek o nedělích a svátcích. Vozy typu q2 se v provozu udržely do roku 1920, kdy byly hromadně vyřazeny a sešrotovány kvůli dodávce deseti nových vlečných vozů typu m ev. č. 201–210 původně určených pro Vídeň. Do současnosti se tak žádný vůz nedochoval.